# 良文村
良文村（よしぶみむら）とは、千葉県香取郡にかつて存在した村である。
良文貝塚などにその名をとどめる。

## 地理
- 現在の香取市の東部、旧小見川町の南東部に位置する。
- 村域は台地と平地が入り組む谷戸が多い地形になっている。

## 歴史

### 沿革
- 1889年（明治22年）4月1日 - 町村制施行に伴い、五郷内村、阿玉台村、久保村、和泉村、貝塚村が合併して発足。良文の名は、当地にいたとされる平良文にちなむ。
- 1955年（昭和30年）2月11日 - 良文村は小見川町と合併し、改めて小見川町を新設。同日良文村廃止。
- 2006年（平成18年）3月27日 - 小見川町が佐原市、山田町、栗源町とともに合併して香取市を新設。同日小見川町廃止

変遷表
| 1868年 以前 | 1868年 以前 | 明治元年 | 明治22年 4月1日 | 昭和30年 2月11日 | 平成18年 3月27日 | 現在   |
| ----------- | ----------- | -------- | --------------- | ---------------- | ---------------- | ------ |
|             | 五郷内村    | 五郷内村 | 良文村          | 小見川町         | 香取市           | 香取市 |
|             | 阿玉台村    |          | 良文村          | 小見川町         | 香取市           | 香取市 |
|             | 阿玉久保村  | 久保村   | 良文村          | 小見川町         | 香取市           | 香取市 |
|             | 和泉村      |          | 良文村          | 小見川町         | 香取市           | 香取市 |
|             | 貝塚村      |          | 良文村          | 小見川町         | 香取市           | 香取市 |

## 人口・世帯

### 人口
総数 [単位： 人]
| 1891年（明治24年） | 2,072 |
| 1920年（大正 9年） | 1,955 |
| 1930年（昭和 5年） | 2,005 |
| 1940年（昭和15年） | 2,076 |
| 1955年（昭和30年） | 2,311 |

### 世帯
総数 [単位： 世帯]
| 1955年（昭和30年） | 343 |

## 名所・旧跡
- 良文貝塚